# Punta Dedo (isla Nelson)
La punta Dedo (según Argentina), punta Toe o punta Soto (según Chile) es un cabo libre de hielo que marca la entrada sudeste de la caleta Armonía y la entrada noroeste de la caleta Varvara, en la costa occidental de la isla Nelson, en las islas Shetland del Sur de la Antártida.

## Historia y toponimia
Fue cartografiada en 1935 por el personal de Investigaciones Discovery del Reino Unido a bordo del RRS Discovery II, y nombrada descriptivamente The Toe o Toe Point por su semejanza al dedo de un pie.
En la toponimia antártica de Argentina y Chile, su nombre ha cambiado. Ha aparecido como punta Toe en 1948 en Argentina y en 1974 en Chile. En 1951 Chile la renombró Punta Soto, en homenaje al teniente primero Fernando Soto Montero, oficial en el barco de transporte Angamos de la Armada de Chile, que participó en la expedición antártica de chilena de 1950-1951. En Argentina también figura como punta Dedo (traducción del nombre inglés), en publicaciones de 1953 y 1970.
En 1958, Argentina realizó observaciones geológicas en la caleta Armonía y sus alrededores.

## Instalaciones
En la campaña antártica argentina de 1955-1956, la Armada Argentina instaló aquí la baliza Rodríguez Saá, nombrada en honor al teniente de corbeta Miguel Rodríguez Sáa; fallecido el 26 de marzo de 1952 en un accidente aéreo.

## Ecología

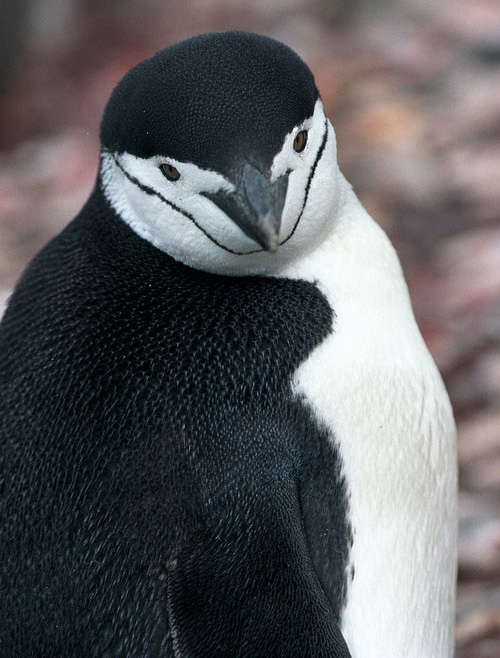
Pingüino barbijo.

El área está protegida desde 1985 por el Sistema del Tratado Antártico. Fue el Sitio de Especial Interés Científico N.º 14 hasta 2002, y desde entonces es la Zona Antártica Especialmente Protegida N.º 133 bajo propuesta y conservación de Argentina y Chile. La ZAEP incluye las puntas Armonía (de la que toma el nombre), Inca y Dedo, el hielo contiguo y la zona marina adyacente en la caleta Armonía. El sitio también ha sido identificado como un área importante para la conservación de las aves por BirdLife International.

### Fauna
El área sin hielo posee una colonia reproductiva de pingüinos barbijo (Pygoscelis antarcticus) con alrededor de 10.000 a 12.500 parejas registradas en 1987.

## Reclamaciones territoriales
Argentina incluye a la isla Nelson en el departamento Antártida Argentina dentro de la provincia de Tierra del Fuego, Antártida e Islas del Atlántico Sur; para Chile forma parte de la comuna Antártica de la provincia Antártica Chilena dentro de la Región de Magallanes y de la Antártica Chilena; y para el Reino Unido integra el Territorio Antártico Británico. Las tres reclamaciones están sujetas a las disposiciones del Tratado Antártico.
Nomenclatura de los países reclamantes: 
- Argentina: punta Dedo[9][10]
- Chile: punta Toe o punta Soto[11]
- Reino Unido: The Toe[3]